# Bones (песня Imagine Dragons)
«Bones» (с англ. — «Кости») ― песня американской рок-группы Imagine Dragons, выпущенная 11 марта 2022 года в качестве ведущего сингла с их шестого студийного альбома Mercury — Act 2.

## История
9 марта 2022 года группа написала в своих социальных сетях, попросив фанатов зайти на их официальный сервер в Discord в 3:00 по тихоокеанскому стандартному времени за сюрпризом. Менеджер группы и брат фронтмена Дэна Рейнольдса, Мак, прислал файл WAV, содержащий первые 13 секунд «Bones». На следующий день группа объявила в TikTok, что песня выйдет 11 марта. После выпуска песни Рейнольдс заявил журналу Rolling Stone: «„Bones“ — это отражение моей постоянной одержимости конечностью и хрупкостью жизни. Я всегда нахожусь в поиске доказательств, которые убедят меня в том, что всё ещё впереди — что жизнь в некотором смысле действительно вечна. Пока не найдя этого, я стараюсь хотя бы мечтать о том, как победить смерть в песне».

## Музыкальное видео
Музыкальное аудио-видео было выпущено 11 марта 2022 года. Официальное музыкальное видео было выпущено 6 апреля. Его режиссёром стал Джейсон Кениг. Видео вдохновлено фильмом «Волк с Уолл-стрит» и музыкальным видео на песню «Thriller» Майкла Джексона.

## Чарты

### Еженедельные чарты
| Чарт (2022—2023)                             | Высшая позиция |
| -------------------------------------------- | -------------- |
| Австралия (ARIA)                             | 43             |
| Австрия (Ö3 Austria Top 40)                  | 30             |
| Бельгия/Фландрия (Ultratop 50)               | 18             |
| Бельгия/Валлония (Ultratop 50)               | 18             |
| Канада (Billboard Canadian Hot 100)          | 48             |
| Канада (Billboard CHR/Top 40)                | 37             |
| Чехия (Rádio — Top 100)                      | 2              |
| Чехия (Singles Digitál Top 100)              | 6              |
| Германия (GfK)                               | 48             |
| Мир (Billboard Global 200)                   | 32             |
| Венгрия (Rádiós Top 40)                      | 8              |
| Венгрия (Single Top 40)                      | 12             |
| Венгрия (Stream Top 40)                      | 17             |
| Ирландия (IRMA)                              | 37             |
| Нидерланды (Dutch Top 40)                    | 14             |
| Нидерланды (Single Top 100)                  | 45             |
| Нидерланды (Single Tip)                      | 1              |
| Новая Зеландия (RMNZ)                        | 6              |
| Польша (Polish Airplay Top 100)              | 5              |
| Португалия (AFP)                             | 49             |
| Россия (TopHit)                              | 2              |
| Словакия (Rádio — Top 100)                   | 5              |
| Швеция (Heatseeker, Sverigetopplistan)       | 4              |
| Швейцария (Schweizer Hitparade)              | 11             |
| Великобритания (OCC UK Singles)              | 51             |
| Украина (TopHit)                             | 3              |
| США (Billboard Hot 100)                      | 47             |
| США (Billboard Adult Contemporary)           | 20             |
| США (Billboard Adult Pop Airplay)            | 10             |
| США (Billboard Hot Rock & Alternative Songs) | 6              |
| США (Billboard Pop Airplay)                  | 21             |
| США (Billboard Rock & Alternative Airplay)   | 10             |

## Сертификации
| Регион | Сертификация  | Продажи   |
| --- | ------------- | --------- |
| Австралия (ARIA) | Золотой       | 35 000    |
| Бельгия (BEA) | Платиновый    | 40 000    |
| Бразилия (ABPD) | Бриллиантовый | 160 000   |
| Канада (Music Canada) | 3× Платиновый | 240 000   |
| Дания (IFPI Danmark) | Золотой       | 45 000    |
| Франция (SNEP) | Бриллиантовый | 333 333   |
| Германия (BVMI) | Золотой       | 200 000   |
| Италия (FIMI) | 2× Платиновый | 200 000   |
| Мексика (AMPROFON) | Бриллиантовый | 700 000   |
| Польша (ZPAV) | 3× Платиновый | 150 000   |
| Португалия (AFP) | 2× Платиновый | 20 000    |
| Испания (PROMUSICAE) | Платиновый    | 60 000    |
| Великобритания (BPI) | Золотой       | 400 000   |
| США (RIAA) | 2× Платиновый | 2 000 000 |
| Стриминг |               |           |
| Греция (IFPI Greece) | Платиновый    | 2 000 000 |
| Данные о продажах + прослушиваниях приведены только на основе сертификации. · Данные только о прослушиваниях приведены на основе сертификации. |               |           |

## История релиза
| Регион | Дата          | Формат                     | Лейбл                   | Ссылка |
| ------ | ------------- | -------------------------- | ----------------------- | ------ |
| Мир    | 11 марта 2022 | Цифровые загрузки стриминг | Kidinakorner Interscope | [ 53 ] |
| США    | 5 апреля 2022 | Alternative radio          | Interscope              | [ 54 ] |